# أغا صديق جرايبيلي
آغا صادق أغا علي أوغلي جرايبيلي - (بالأذربيجانية: Ağasadıq Ağaəli oğlu Gəraybəyli) - هو ممثل أذربيجاني، لُقِّب بفنان الشعب في جمهورية أذربيجان الاشتراكية السوفيتية (عام 1940).

## حياته ومشواره المهني
ولد آغا صادق جرايبيلي في مدينة شماخى عام 1897.
 وبعد حدوث زلزال في شماخى انتقلت أسرته للعيش في باكو.
لعب آغا صادق جرايبيلي أول أدواره لأول مرة على المسرح في عام 1917. وفي 1921 لعب دور «إكسندر السكر» في مسرحية «الميت» للمسرحي جليل مامادجولوزاد.
شارك آغا صادق جرايبيلي في عروض «أرشيم مال ألان» لعزير حاجبايوف، و«سويل»، و«واقيف» لحعفر جبرلي، و«نادير شاه» لنريمان نريمانوف.
منذ عام 1933 حتى وفاته عمل آغا صادق جرايبيلي في مسرح الدراما الأكاديمي الحكومي أذربيجاني. وحصل على وسام فنان الشعب في جمهورية أذربيجان الاشتراكية السوفيتية عام 1940.
توفي في 5 ديسمبر 1988 في مدينة باكو.

## جوائزه
- جائزة «تكريم الفنان» في جمهورية أذربيجان الاشتراكية السوفيتية (1 فبراير 1936)
- فنان الشعب في جمهورية أذربيجان الاشتراكية السوفيتية (4 مايو 1940)
- وسام لينين
- وسام الراية الحمراء
- جائزة ثورة أكتوبر
- وسام الشرف

## أعماله

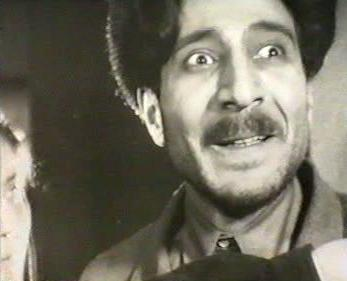
صورة آغا صادق جرايبيلي من فيلم "سويل"

- «أسطورة برج العذراء» (1923)
- «حاجي قارى» (1929)
- «سويل» (1929)
- «أشخاص من باكو» (1928)
- «فتالي خان» (1947)
- «بختيار» (1955)
- «شارعنا» (1961)
- «ليلي ومحنون» (1961)

## روابط خارجية
- أغا صديق جرايبيلي على موقع IMDb (الإنجليزية)